# José Ortega Munilla
Pour les articles homonymes, voir Ortega.
José Ortega Munilla, né à Cárdenas (Cuba) le 26 octobre 1856 et mort le 30 décembre 1922, est un écrivain et journaliste espagnol, père du philosophe José Ortega y Gasset.

## Biographie
José Ortega Munilla est le fils de José Ortega Zapata, originaire de Valladolid, et de María del Pilar Munilla Urquiza, née en Estrémadure. Son père est membre du Parti modéré, et exerce d'importantes fonctions dans l'administration coloniale cubaine ; il consacre cependant la plus grande partie de son temps au journalisme. La famille déménage à Madrid pendant l'enfance de José - ce dernier se considèrera toujours madrilène. Il commence ses études au petit séminaire, à Cuenca, puis à Gérone, et quitte cet établissement quand éclate la révolution de 1868, pour commencer des études de droit.
Il partage les opinions progressistes qui sont alors celle de la majorité de la jeunesse issue des milieux aisés. Il est rédacteur à La Iberia, organe du parti de Práxedes Mateo Sagasta. Avec son ami Miguel Moya, Ortega Munilla fonde la revue littéraire La Linterna et publie également une revue consacrée à la tauromachie, El Chiclanero (revue). Son œuvre réaliste permet de le rattacher à la génération réaliste de 1868 ; de convictions positivistes, il est proche du krausisme sur le plan philosophique, et du naturalisme en littérature. Il rédige ensuite une chronique hebdomadaire dans  Los lunes de el imparcial toujours publié de nos jours sous le titre El Imparcial, qui était à l'origine celui de son supplément littéraire.
Le 9 juin 1881, il épouse une des filles d'Eduardo Gasset, le fondateur d’El Imparcial, Dolores Gasset y Chinchilla. De leur mariage naissent quatre enfants : Eduardo, qui mourut en exil à Caracas, en février 1965, Rafaela, décédée en 1949, Manuel, auteur de la Biographie d’El Imparcial, mort en septembre 1965, et enfin le philosophe José Ortega y Gasset, décédé en 1955. 
Lors des élections du 27 avril 1898, il devient député au Congrès des députés de la circonscription de Padrón. Il sera réélu, sans interruption, dans la même circonscription jusqu'aux élections du 8 mai 1910 (au total sept appels électoraux).
José Ortega Munilla est élu membre de la Real Academia Española en 1902 ; son discours de réception porte sur Ramón de Campoamor. Il travaille à la rubrique littéraire des Lunes del Imparcial, puis au quotidien El Imparcial, le plus prestigieux de son époque, dont il finit par prendre la direction. Il est l'un des directeurs de l'important groupe de presse bâti autour d’El Imparcial, et soutient le quotidien El Sol, sur lequel son fils José exerce une influence notable. Il fait de ses organes de presse des tremplins pour les écrivains de la génération de 1898, entre autres Azorín, Pío Baroja et Valle-Inclán, dont la notoriété commençait alors à se faire jour.

## Publications
- Lucio Tréllez. Relación contemporánea, 1879.
- La cigarra. Relación contemporánea, 1879.
- Sor Lucila. Relación contemporánea continuación de La cigarra, 1880.
- El tren directo, 1880.
- El fondo del tonel. Relación contemporánea, 1880.
- El salterio. Cuentos y apuntes, 1881, narraciones.
- El fauno y la dríada. Relación contemporánea, 1882
- Relaciones contemporáneas, 1883
- Pruebas de imprenta. Cuentos y artículos, 1883
- Panza-al-trote. Relación contemporánea. Apuntes para el boceto de una figura, 1883 y 1885
- Cleopatra Pérez. Relación contemporánea, 1884. Hay ed. moderna de Juan Ignacio Ferreras: Madrid: Cátedra, 1976, 1993 y 2007.
- Orgía de hambre, 1884.
- Idilio lúgubre, 1887.
- Viñetas del Sardinero: relaciones, 1887 & 1900
- Mares y montañas: Vigo, San Sebastián, Panticosa, Linares, los Pirineos, Bilbao, 1887
- Don Juan Solo. Relación contemporánea, 1889.
- Viajes de un cronista, 1892
- Fifina: cuentos y esbozos, 1893,
- El espejuelo de la gloria, 1897
- Tremielga, 1900, narraciones.
- En memoria de Campoamor. (Discurso de ingreso en la R. A. Española el día 30 de Marzo de 1902. Contesta: D. Juan Valera), 1902.
- El paño pardo. Crónica de un villorrio en 1890, 1916 y 1921.
- La señorita de la Cisniega, 1918.
- La gata embotellada, 1918
- La princesa de Éboli, 1918
- Estrazilla. Páginas madrileñas de 1866, 1917 & 1918,
- Calandria, 1919
- Milagritos, 1919
- El mundo marcha, 1919
- Relaciones contemporáneas: novelas breves, 1919
- Salmos españoles, 1920
- Aldea sierva (espejo del vivir nacional). Conferencia, 1920.
- Eladia (retazos de un cuento), 1920.
- La niña de México, 1921
- Los tres sorianitos, 1921
- La voz de los niños, 1922.
- El aventurero, 1922.
- Giordano o el cuento de los cinco perros, 1922
- De Madrid al Chaco: un viaje a las tierras del Plata. Crónicas escritas para El Diario de la Marina de La Habana en el año 1916, s. a., pero 1917, y 1922
- Una mujer muy conveniente, 1923
- Chispas del yunque, 1923. Artículos del autor aparecidos en Abc de Madrid entre el 7 de octubre de 1920 y el 16 de septiembre de 1922.
- Esfinges de acero, 1929.
- Frateretto, cuento de oro y amores
- La viva y la muerta, s. a., pero 1895